# I4 (spoorwegrijtuig)
In 1966 werden de I4-rijtuigen door de NMBS in gebruik genomen ter vervanging van de oude internationale rijtuigen van het type I1 en I2. Deze rijtuigen zijn gebouwd volgens het concept UICtype-X en vertonen dan ook overeenkomsten met rijtuigen van de DB.

## Prototypen
In 1961 werd een tweetal rijtuigen afgeleverd die dienden als prototypen voor de vervolgserie. Er werd een A4B5-rijtuig gebouwd door ABR met nummer 13101 en een A9-rijtuig door La Brugeoise et Nivelles. Het A4B5-rijtuig was afwijkend van de serielevering omdat er één coupe minder was. De beide rijtuigen hadden ook een aparte nummering, die pas bij de UIC-vernummering meer gelijk is getrokken.

## Serielevering
Met de opgedane ervaring uit de voorgenoemde UIC-proefrijtuigen werd door NMBS een 40-tal rijtuigen gebouwd. 15 eersteklasserijtuigen werden besteld bij ABR, 5 andere bij Ragheno. Bij La Brugeoise et Nivelles werden de 20 rijtuigen A4B6 besteld.
Twintig rijtuigen waren van het type A9, eerste klas met 9 coupés. Oorspronkelijk werden ze genummerd van 11301 t/m 11320. In mei 1969 kregen ze de UIC-nummering 51 88 19-70 402 t/m 51 88 19-70 421. Bij hun aflevering waren ze groen. In de jaren 80 werden ze omgeschilderd in oranje C1.

## Inzet

### Beneluxtrein
Door het toegenomen verkeer konden de speciaal voor de Beneluxtrein gebouwde treinstellen de vraag niet meer aan. Besloten werd een aantal trekduwcomposities samen te stellen. Hiervoor werden een zestiental rijtuigen type A4 omgeschilderd in de kleuren van de Beneluxtrein en geschikt gemaakt voor inzet op deze treinverbinding. Het betrof de A9-rijtuigen 11301 - 11308 alsook de A4B6-rijtuigen 13201 - 13208. Vanaf 1974 werden ze in NS-blauw met gele deuren en een doorlopende gele band rond de ramen geschilderd. Aanvankelijk hadden deze rijtuigen een grijs dak, later werd het dak blauw geschilderd. Bij het in dienst treden van het nieuwe Beneluxmaterieel werden deze rijtuigen ook omgeschilderd in oranje C1.

### Railtour
Een viertal I4-rijtuigen werd gedeeltelijk gedeclasseerd en ging rijden in de budget Railtourtreinen. Het betrof de beide oorspronkelijke prototyperijtuigen 11201 & 13101. Later werden ook de I4-A9 11319 & 11320 omgebouwd. Zij kregen hierbij onder meer een andere stoffering en een andere beschildering. De volgende vernummeringen vonden plaats: A9 11201 > B9 12301; A9 11319 - 11320 > B9: 12303 - 12304; A4B6 1301 > B9 12302.

## Buiten dienst en tweede leven
Ze werden door NMBS buiten gebruik gesteld tussen 1996 en 1998. Enkele rijtuigen werden hierna geëxporteerd naar Joegoslavië en kwamen daarna deels terecht bij de verschillende spoorwegmaatschappijen na het uiteenvallen van het land. Vierentwintig rijtuigen kwamen oorspronkelijk met de volgende nummers:
- ABm 50 72 30-05 700 tot en met 707
- ABm 50 72 30-28 700 tot en met 703
- Bm 50 72 29-05 700 tot en met 701 (ex-A  in België)
- Bm 50 72 29-28 700 tot en met 709 (ex-A  in België).

In Kosovo werden later twee rijtuigen aangetroffen met nummer 50 72 29-40 708-9 en 50 72 29-40 705-5.